# Alois Šimara
Alois Šimara (13. března 1921 Lidečko – 27. dubna 1951 Uherské Hradiště) byl český voják a protikomunistický odbojář odsouzený v politickém procesu komunistickým režimem k trestu smrti a v roce 1951 popraven.

## Životopis
Narodil se v roce 1921 v Lidečku na Vsetínsku.
Během druhé světové války působil v 1. československé brigádě Jana Žižky. Na konci dubna 1945 byl v bojích s německou armádou těžce zraněn. Po konci války pracoval jako trafikant v Hanušovicích.

### Po únoru 1948

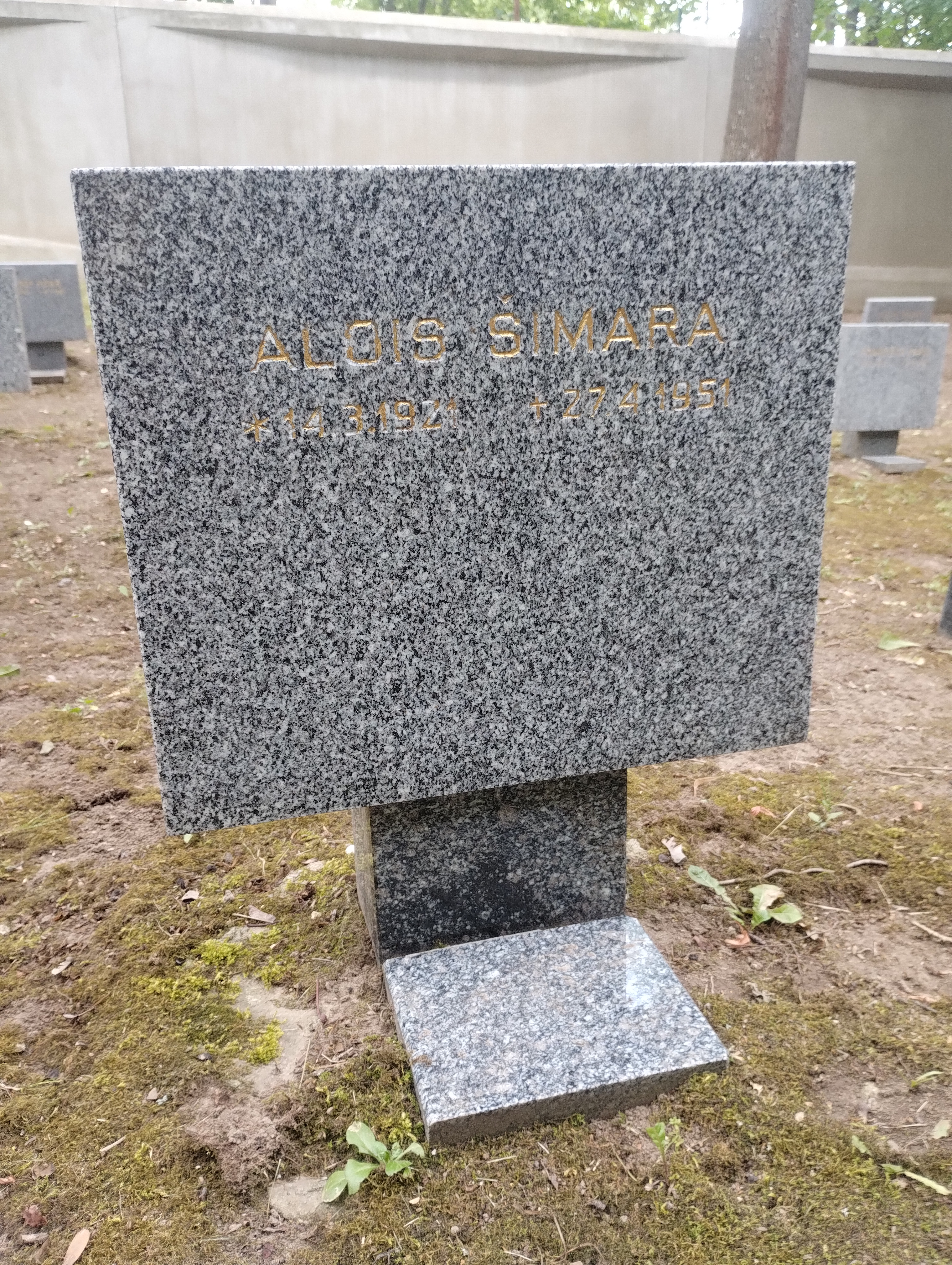
Symbolický náhrobek Aloise Šimary na Čestném pohřebišti v Ďáblicích

V Hanušovicích navázal kontakty s odbojáři z organizace Světlana, jíž se poté na jaře roku 1949 stal členem. V rámci organizace chtěl založit vlastní odbojovou skupinu Jeseník s působištěm na severní Moravě. To se mu ovšem nepodařilo, neboť řada členů skupiny byla tou dobou zatčena. S několika spolupracovníky ze skupiny se poté přesunul do rodného Lidečka. Poté působil na Valašsku. V rámci své odbojové činnosti spolu s dalšími členy skupiny získával zbraně a munici. Skupina podnikla rovněž několik ozbrojených akcí, přičemž žádná z nich se  nezdařila. V jednom z případů došlo k postřelení rodinného příslušníka člena skupiny, v dalším jim k uskutečnění akce zabránily zamčené dveře. Jeden ze členů skupiny se později stal agentem Státní bezpečnosti.

#### Zatčení a smrt
V květnu 1949 byli členové skupiny včetně Šimary zatčeni, když chtěli pomoci osobě, která je kontaktovala se zájmem emigrovat z Československa. Jednalo se ale o agenta Státní bezpečnosti. V srpnu 1949 Šimara z vězení v Uherském Hradišti, kde byl držen, uprchnul. Nedlouho poté byl ale opět dopaden. V červenci 1950 byl za trestné činy velezrady, vydírání, veřejné násilí, protiprávní omezování svobody a nedokonanou loupež k trestu smrti. Ve veřejném politickém procesu byly souzeny tři desítky osob, proces vysílal rovněž vsetínský rozhlas. Popraven byl ve věznici v Uherském Hradišti v dubnu 1951.